# Звільнення (Цілком таємно)
Звільнення (англ. Release) — 17-й епізод дев'ятого сезону серіалу «Цілком таємно». Епізод належить до «міфології серіалу та надає змогу глибше з нею ознайомитися. Прем'єра в мережі „Фокс“ відбулася 5 травня 2002 року.
У США серія отримала рейтинг Нільсена, рівний 5.1, це означає — в день виходу її подивилися 7.8 мільйона глядачів.

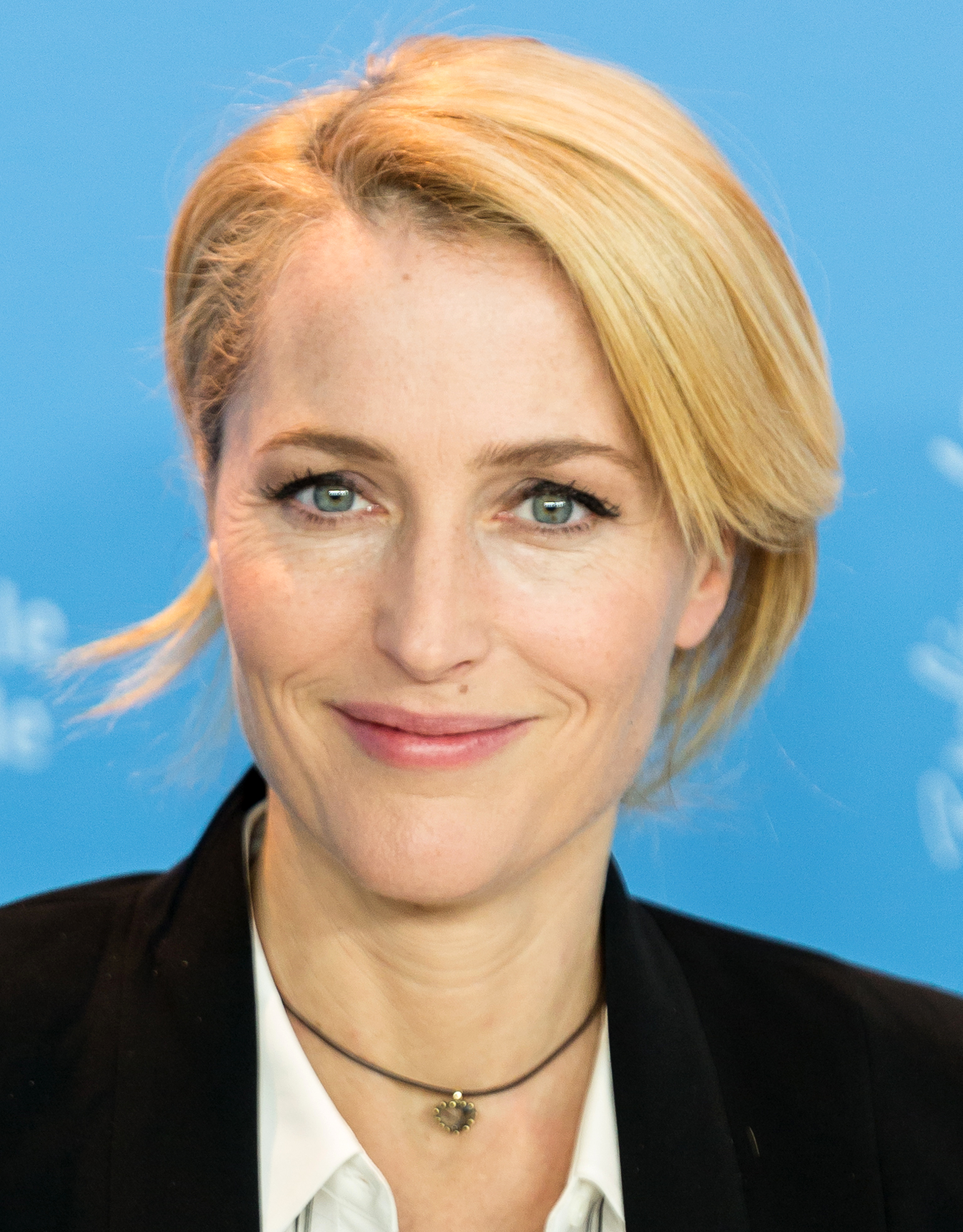

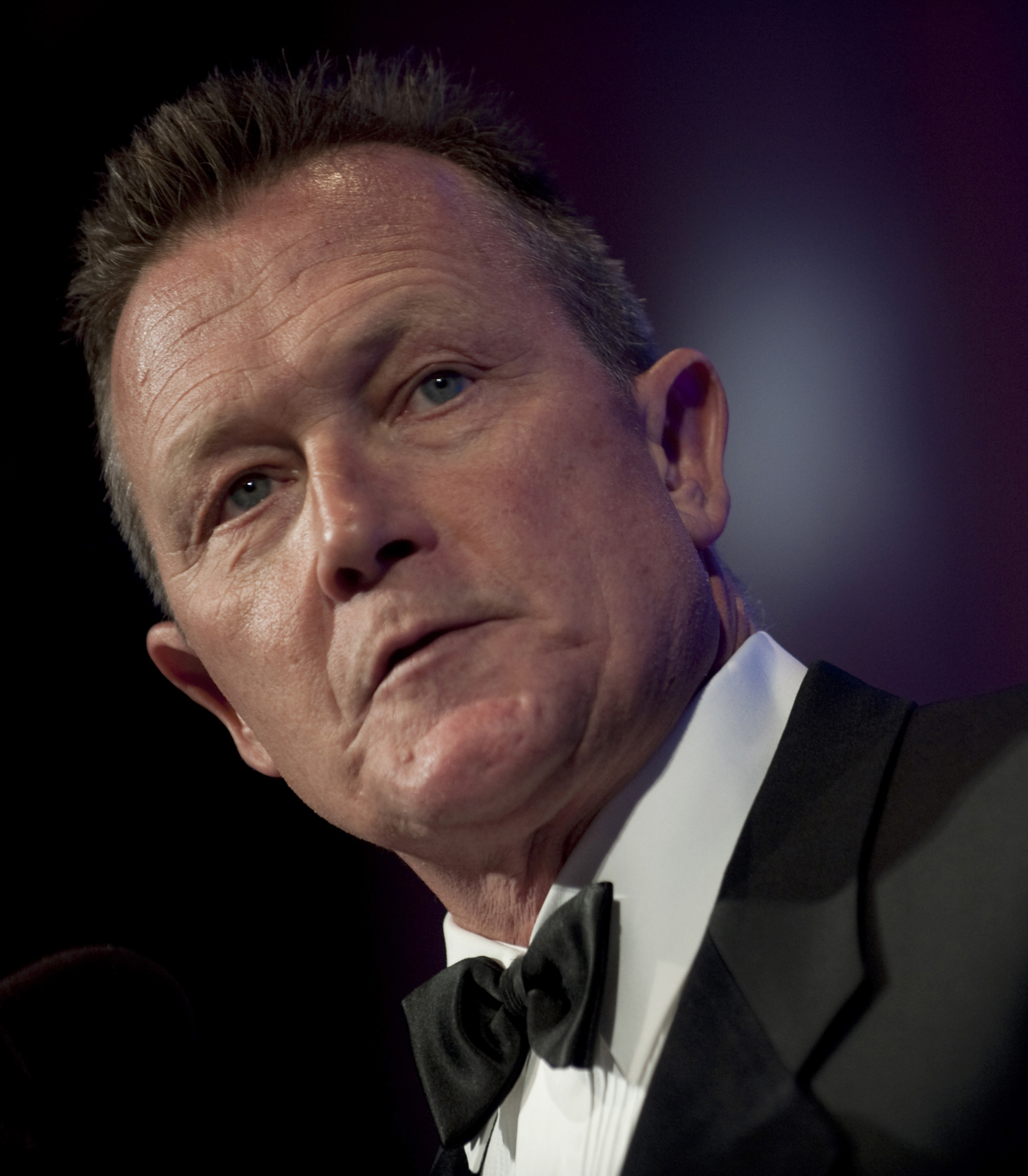

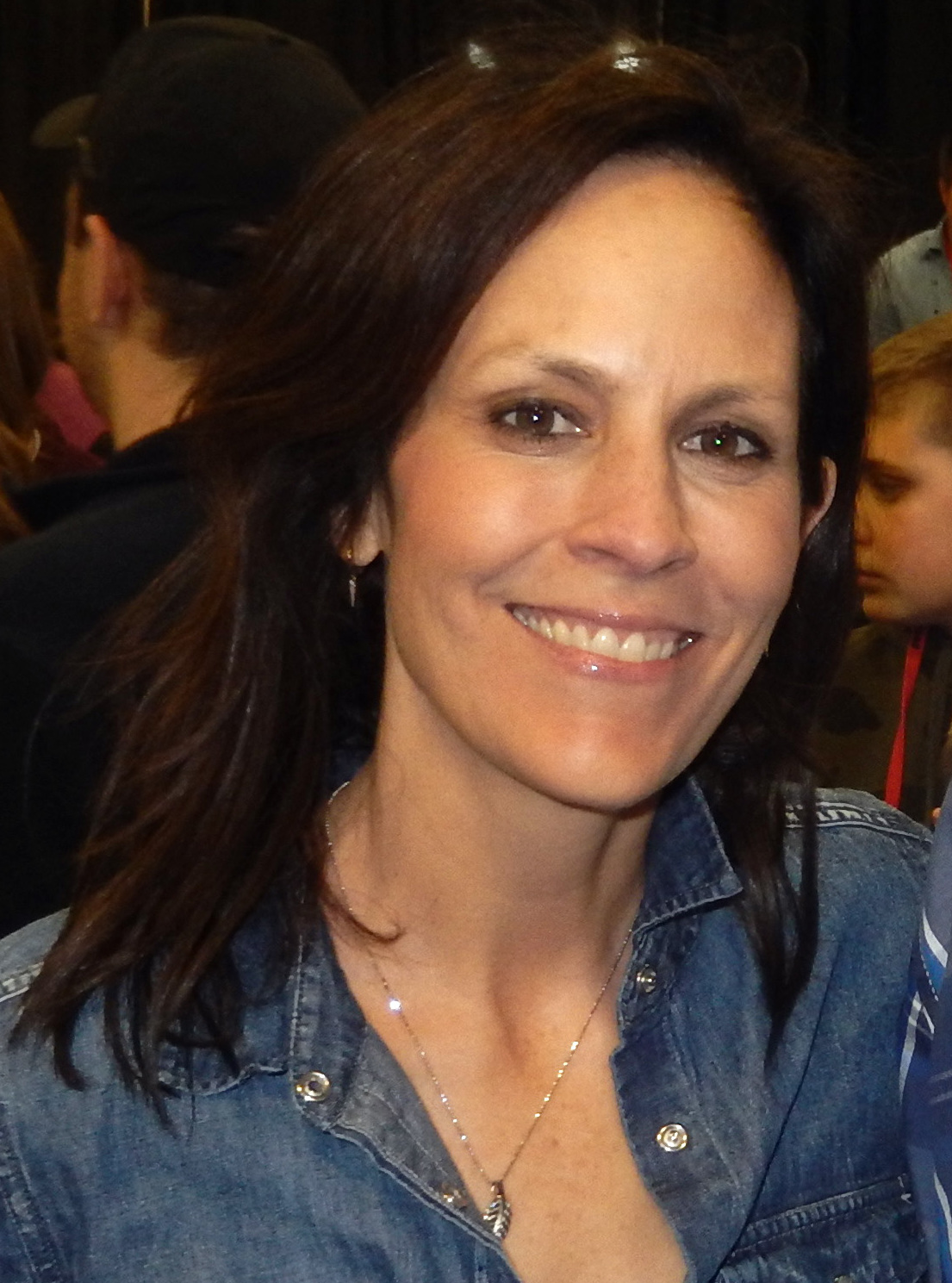

Доггетт натикається на справу, яка може бути пов'язана із вбивством його сина. За допомогою кадета ФБР Рудольфа Гейса Доггетт отримує інформацію, яка допомагає як вести поточну справу, вбивство Джейн Доус, так і встановити зв'язок між ним та вбивством Люка Доггетта. Цей зв'язок — людина на ім'я Ніколас Регаллі, учасник кримінального угруповання, пов'язаний із Бобом Гарві, єдиним підозрюваним у справі Люка.

## Зміст
Істина поза межами досяжного
У Мендоті (штат Міннесота), Доггетт прибуває в покинутий житловий будинок, отримавши таємну інформацію, і вночі з однієї із кімнат вибігає постать та збиває Джона з ніг. Він чує дряпання і віддирає свіжу штукатурку, поки зі стіни кров не почне текти вниз.
Дейна Скаллі проводить розтин жіночого тіла, знайденого Доггеттом, і один з її курсантів ФБР, Рудольф Гейс, точно здогадується, що жертва зв'язалася з психотичним вбивцею в барі. Ідеї Гейса змусили Скаллі зв'язати це вбивство з іншим вбивством жінки двома тижнями раніше. Тим часом Доггетт дивується, чому хтось повідомив йому про вбивство, оскільки це не „X-File“.
Доггетт і Моніка Рейєс намагаються отримати більше допомоги від Гейса. Він каже їм, що вбивця, якого вони шукають, є злочинцем, пов'язаним з організованою злочинністю. В кімнаті Гейса вся стіна завішана світлинами жертв. Пізніше агенти зустрічаються з Ніколасом Регаллі, колишнім мафіозі, який стверджує, що шукає роботу в цьому районі. Пізніше вони дізнаються, що інтуїція Гейса щодо Регаллі була правильною. Тим часом Хейс повертається до свого житлового комплексу, де стіни вкриті фотографіями з місця злочину, пов'язаними зі смертю Люка Доггетта.
Зрештою, Доггетт просить Гейса допомогти вирішити справу про смерть сина. Гейс каже Джону, що він вважає — за викраденням Люка стояв Роберт Гарві, але Регаллі вбив його.
Доггетт звертається до помічника директора ФБР Бреда Фолмера за допомогою у справі Регаллі. Доггет переконує Рейєс — Регаллі і Гарві могли мати спільні справи у минулому. Доггетт заїздить до колишньої дружини. Колишня дружина Джона, Барбара Доггетт, прибуває до поліцейського відділку. Барбара не впізнає ні Регаллі, ні когось іншого у складі групи упізнання. Барбара каже Дейні — Джон втрачає глузд у розшуках вбивці сина та просить допомогти Доггетту. Скаллі знаходить деяку схожість між Люком і двома мертвими тілами, але судових доказів немає.
Доггетт усвідомлює, що Регаллі весь час надає хабарі комусь із ФБР. І Рейєс підозрює Фолмера, якого вона бачила, коли він брав хабарі в Нью-Йорку. Фолмер стверджує, що давав гроші інформатору. Він також розкриває, що кадет Гейс насправді колишній психічно хворий на ім'я Стюарт Міммс. І що Міммс жив у Нью-Йорку протягом року вбивства Люка, натякаючи, що вбивця є Стюарт, а не Регаллі. Доггетт і Рейєс збирають спецназ для рейду на квартиру Міммса — він вже очікував на них й познімав усі світлини. Міммс взятий під варту, і в новому упізнанні Барбара впізнає його.
Таємна зустріч підтверджує підозру Рейєс: Регаллі насправді підкупив Фолмера. Регаллі заперечує будь-яку причетність до смерті Люка Доггетта. Коли Фолмер хоче припинити їхню співпрацю, Регаллі погрожує йому шантажувати. Міммс розповідає Скаллі, що вперше помітив справу Люка Доггетта, коли прочитав її в газеті. Далі він стверджує, що збрехав про своє ім'я, щоби допомогти розкрити справу. Наприкінці він все ще стверджує, що Регаллі є справжнім вбивцею сина Доггетта, а не він.
Пізніше Доггетт підходить до Регаллі, який розповідає йому гіпотетичну історію про те, як педофіл забрав молодого хлопчика до нього додому. Тоді на інцидент зайшов бізнесмен, який зрозумів, що хлопець бачив його обличчя, і побоювався, що дитина може пов'язати його зі злочином. Тоді бізнесмен вбив хлопця. Коли Регаллі відходить, розлючений Доггетт дістає пістолет і йде за ним. Але лунає постріл, і коли Доггетт виходить на вулицю, він бачить, що Фолмер убив Регаллі.
Доггетт і Барбара розвіюють попіл Люка в океан, нарешті досягаючи звільнення, якого він прагнули.

## Зйомки
Історія для «Release» була розроблена Джоном Шибаном та Девідом Аманном; телеп'єсу написав Аманн. Режисером епізоду став Кім Меннерс. Спочатку «Звільнення» мало бути написане одним Шибаном, але пізніше він передав сценарій Аманну, оскільки на той час був задіяний в іншому місці. Шибан деякий час хотів написати історію на кшталт «Звільнення». Шибан і Амман придумали історію, в якій Скаллі має справу з «генієм» зі своїх уроків в Академії ФБР у Квантіко. Пізніше вони екстраполювали історію, дозволяючи «геніальним розкриттям злочинів» допомогти Джону Доггетту дізнатися, що сталося з його сином Люком. Гейс був написаний як неоднозначний персонаж, натхненний творами Артура Конан Дойла: він був або «геніальний хлопець, який розкриває злочини своєю дивовижною інтуїцією», порівнянний із Шерлоком Холмсом, або «хлопець, який насправді робить це» — як професор Моріарті.
Роберт Патрік назвав фінальну сцену, в якій Доггетт і його колишня дружина розвіюють останки Люка, важкою. Пізніше він зазначив, що Меннерс «був там, щоб вести нас; я не можу придумати жодного найгіршого кошмару для батьків, ніж втратити свою дитину». Епізод був написаний, щоб завершити історію Доггетта. Пізніше Патрік сказав, що, якби серіал тривав і на десятий сезон, він хотів би, щоб його персонаж розвивав стосунки з Рейєс: «Я думаю, що Доггетта дуже приваблювала Рейєс… Я хотів би побачити стосунки з Монікою дослідженими більше». Гіш погодилася, зазначивши, що закінчення серіалу ніколи не дозволяло реалізувати ідею, але Рейєс це б надала.

## Показ і відгуки
«Release» вперше вийшов в ефір у США 5 травня 2002 року, а у Великій Британії на «BBC Two» 9 березня 2003 року. Початкову трансляцію епізоду переглянули приблизно 5,38 мільйона сімей, і 7,8 мільйонів глядачів.. «Release» отримав рейтинг Нільсена 5,1, що означає — його побачили 5,1 % оцінених в країні домогосподарства.
«Реліз» отримав позитивні відгуки критиків. Джессіка Морган з «Телебачення без жалю» поставила епізоду оцінку «А». У огляді сезону Мішель Кунг з «Entertainment Weekly» назвала цей епізод «гідним», але зауважила, що його затьмарили «смішні змови» серіалу. Джеффрі Робінсон з «DVD Talk» прийшов до висновку, що «Release» був «хорошим епізодом», оскільки він «представив висновки для (однієї з) тривалих історій серіалу в тому, що у ньому було показано завершення особистого суду для Джона Доггетта, прагнення до закриття через вбивство його сина».
Роберт Ширман і Ларс Пірсон в книзі «Хочемо вірити: критичний посібник з Цілком таємно, Мілленіуму і Самотніх стрільців», надали епізоду приємну рецензію та оцінили його на 5 зірок із п'яти. Вони стверджували, що через «мінімальний акцент на вбивство сина Доггетта який було зроблено в серіалі, епізод тримає удар». Ширман і Пірсон побачили схожість між долями Доггетта і Фоксом Малдером. Вони зазначили, що, хоча «Малдера завжди впізнавали за його пошуками сестри (Саманти)», Доггетт «втрату сина сприймав як особисте горе». Вони дійшли висновку, що таке структурування зробило епізод «емоційно потужним і зворушливим». М. А. Кренг у книзі «Заперечуючи правду: перегляд „Секретних матеріалів“ після 11 вересня», похвалив «ліричний стиль» епізоду, назвавши його «чудово знятим і гарно зіграним».

## Знімалися
| Актор             | Роль            |
| ----------------- | --------------- |
| Роберт Патрік     | Джон Доггетт    |
| Джилліан Андерсон | Дейна Скаллі    |
| Аннабет Гіш       | Моніка Рейєс    |
| Кері Елвес        | Бред Фолмер     |
| Барбара Патрік    | Барбара Доггетт |